# Bianca Steiner
Bianca Steiner (* 8. Juli 1990 in Wiener Neustadt) ist eine österreichische Automobilrennfahrerin.

## Karriere
Steiner begann 2004 ihre Karriere im Motorsport, in der ungarische E-2000-Meisterschaft, wo sie am Saisonende den vierten Platz belegte. 2005 blieb sie der Serie treu und wurde neunte. Außerdem startete sie in der Formel Junior 1600 Italien (Platz 18 am Saisonende) und in der Winterserie der Formel Junior 1600 Italien (Gesamtplatz 8). Auch 2006 startete sie in der Formel Junior 1600 Italien und wurde Gesamt-Zehnte. Außerdem startete sie in der Formel Renault 2.0 Italien Winterserie (Platz 19) sowie in der Formel 3000 Italien/Euroseries 3000, in der sie Gesamt-21te wurde. 2007 war sie in der italienischen Formel Renault 2.0 unterwegs (Gesamtrang 33) sowie im Formel Renault 2.0 Eurocup. 2008 startete sie im Formel Renault Northern European Cup (Platz 23), wechselte für 2009 aber zurück in die italienische Formel Renault 2.0 (Gesamtplatz 19).
Nach einer längeren Pause kehrte Bianca Steiner 2018 wieder in den aktiven Rennsport zurück und startete in der Boss GP Serie. Nach einer Saison in der Maxx Formula Rennserie, kehrte Steiner 2020 wieder zur Boss GP zurück, wo sie auch 2021 an den Start geht.
Seit März 2021 ist Bianca Steiner außerdem beim ORF als Expertin in der Sendung „Formel 1 Motorhome“ zu sehen.

## Karrierestationen
- 2004: Ungarische E-2000 Meisterschaft (Platz 4)
- 2005: Formel Junior 1600 Italien (Platz 18)
- 2005: Ungarische E-2000 Meisterschaft (Platz 9)
- 2005: Formel Junior 1600 Italien Winterserie (Platz 8)
- 2006: Formel Renault 2.0 Italien Winterserie (Platz 19)
- 2006: Formel Junior 1600 Italien (Platz 10)
- 2006: Euroseries 3000 (Platz 21)
- 2007: Formel Renault 2.0 Eurocup
- 2007: Formel Renault 2.0 Italien (Platz 33)
- 2008: Formel Renault 2.0 Northern European Cup (Platz 23)
- 2009: Formel Renault 2.0 Italien (Platz 19)
- 2018 Boss GP (Platz 11)
- 2019 Maxx Formula
- 2020 Boss GP (Platz 15)
- 2021 Boss GP